# Bob Dylan's Greatest Hits Vol. II
Bob Dylan's Greatest Hits Vol. II é a segunda compilação do cantor Bob Dylan, lançado em 17 de Novembro de 1971.
O disco atingiu o nº 14 do Pop Albums. O álbum possui ainda cinco faixas nunca editadas.
| Críticas profissionais                                                      | Críticas profissionais |
| Avaliações da crítica                                                       | Avaliações da crítica  |
| Fonte                                                                       | Avaliação              |
| --------------------------------------------------------------------------- | ---------------------- |
| Allmusic                                                                    | [ 2 ]                  |
| Rolling Stone                                                               | [ 3 ]                  |
| Esta tabela precisa de ser acompanhada por texto em prosa. Consulte o guia. |                        |

## Faixas
Todas as faixas por Bob Dylan

### Disco 1
1. "Watching the River Flow" – 3:32
2. "Don't Think Twice, It's All Right" – 3:36
3. "Lay Lady Lay" – 3:14
4. "Stuck Inside of Mobile with the Memphis Blues Again" – 7:06
5. "I'll Be Your Baby Tonight" – 2:37
6. "All I Really Want to Do" – 4:02
7. "My Back Pages" – 4:21
8. "Maggie's Farm" – 3:49
9. "Tonight I'll Be Staying Here With You" – 3:21

### Disco 2
1. "She Belongs to Me" – 2:46
2. "All Along the Watchtower" – 2:30
3. "The Mighty Quinn (Quinn the Eskimo)" – 2:43
4. "Just Like Tom Thumb's Blues" – 5:25
5. "A Hard Rain's A-Gonna Fall" – 6:47
6. "If Not for You" – 2:38
7. "It's All Over Now, Baby Blue" – 4:13
8. "Tomorrow is a Long Time" (Nunca editado) – 3:01
9. "When I Paint My Masterpiece" (Nunca editado) – 3:22
10. "I Shall Be Released" (Nunca editado) – 3:01
11. "You Ain't Going Nowhere" (Nunca editado) – 2:41
12. "Down in the Flood" (Nunca editado) – 2:46